# Gorenji Mokronog
Gorenji Mokronog este o localitate din comuna Mokronog - Trebelno, Slovenia, cu o populație de 15 locuitori.